# Tell el-Hajj
Koordinaten: 36° 11′ 49″ N, 38° 4′ 33″ O
Tell el-Hajj ist der Name eines Siedlungshügels (Tell) im Norden Syriens, der die Überreste der antiken Stadt Eragiza birgt. Die Siedlung westlich des Euphrats entstand bereits in der Uruk-Zeit, wobei an mehreren Stellen die Basis des Hügels mit entsprechender Keramik angefüllt ist. Wahrscheinlich wurde die Siedlung zwischen dem 3. und dem frühen 2. Jahrtausend v. Chr. aufgegeben. Eine Befestigung erfolgte noch im 2. Jahrtausend v. Chr., dann wieder in hellenistischer Zeit. Schon in der Ubaid-Zeit wurde die Stadt möglicherweise zeitweilig erobert.
Sie wurde in römischer Zeit, wohl vor 88 n. Chr., zu einem Fort ausgebaut. Etwa 40 dort entdeckte Münzen – bisher der größte Münzfund aus römischen Anlagen Syriens dieser Zeit – konnten dem 1. und 2. Jahrhundert zugeordnet werden. Auch erwähnen Inschriften zwei Kohorten, nämlich die Cohors Secunda Pia Fidelis und die Cohors Prima Milliaria Thracum, die in Syrien in den Jahren 88 bis 124 belegt sind. Das Fort ist das einzige nicht nur ausgegrabene, sondern auch durch publizierte Grabungsberichte gut erschließbare römische Fort des frühkaiserlichen Syriens.
Ausgegraben wurde die Fundstätte im Rahmen einer Notgrabung unter Leitung des Schweizer Archäologen Rolf A. Stucky in den Jahren 1971 bis 1972. Die Grabung war wegen des Baus der Tabqa-Talsperre weiter flussabwärts notwendig geworden.